# Michael Irby
Michael Clinton Irby (ur. 16 listopada 1972 w Palm Springs) – amerykański aktor. Odtwórca roli sergeant first class Charlesa Greya w serialu CBS Jednostka (2006–2009). Wystąpił jako Obispo „Bishop” Losa w serialu FX Mayans M.C. (2018–2023) i Cristobal Sifuentes w serii HBO Barry (2018–2023).

## Życiorys
Urodził się w Palm Springs w Kalifornii jako syn Cynthii Ann i Erniego Irby. Jego rodzina była pochodzenia meksykańskiego i afroamerykańskiego. Ma dwóch braci, Jasona i Ernesta III. Jego pasją była piłka nożna, grał w Europie w reprezentacji Stanów Zjednoczonych w piłce nożnej mężczyzn, zanim został zmuszony do rezygnacji z powodu kontuzji odniesionej w wypadku samochodowym. 
Po zakończeniu kariery piłkarskiej uczęszczał do College of the Desert w Palm Desert w Kalifornii i Orange Coast College w Costa Mesa w Kalifornii. Jego profesor teatru zachęcił go do kontynuowania kariery teatralnej w American Academy of Dramatic Arts w Nowym Jorku.
Wspiera organizacje charytatywne zajmujące się AIDS, w tym AIDS Walk i kampanię Product Red. 
11 czerwca 2005 zawarł związek małżeński z Susan Eleną Matus, którą poznał podczas studiów aktorskich w Nowym Jorku. Mają syna Addisona Jamesa Beara (ur. 1 grudnia 2003).

## Filmografia

### Filmy
- 2001: Ostatni bastion jako Enriquez
- 2005: Plan lotu jako Obaid
- 2009: Prawo zemsty jako detektyw Garza
- 2010: W pogoni za zemstą jako Vaquero
- 2011: Szybcy i wściekli 5 jako Zizi

### Seriale
- 1997: Prawo i porządek jako Boca
- 1997: Guiding Light jako Roy Meachum
- 1997: F/X
- 1999: Prawo i porządek jako Diego Garza
- 2000: Prawo i porządek jako John Acosta
- 2002: Napiętnowany jako
- 2002: CSI: Kryminalne zagadki Miami jako Ignatio Paez
- 2004: CSI: Kryminalne zagadki Nowego Jorku jako Eduardo
- 2006–2009: Jednostka jako Charles Grey
- 2010: Magia kłamstwa jako Ronnie Bacca
- 2010: Agenci NCIS: Los Angeles jako Montrell Perez
- 2010: 24 godziny jako Adrion Bishop
- 2011: CSI: Kryminalne zagadki Nowego Jorku jako Kenny Hexton
- 2011: Żona idealna jako Ricky Packer
- 2011: Kości jako policjant
- 2011: Główny podejrzany jako agent FBI Brazie
- 2012: Partnerzy jako Jason
- 2012: Mentalista jako Beltran
- 2012: Impersonalni jako Fermin Ordoñez
- 2013: Vegas jako Eddie Bade
- 2013: Hawaje 5-0 jako Rafael Salgado
- 2013: Elementary jako Xande Diaz
- 2013–2014: Almost Human jako detektyw Richard Paul
- 2014: Stan kryzysowy jako Khani
- 2014: Stalker jako Silas Martin
- 2015: CSI: Cyber jako kapitan Marynarki Wojennej David Ortega M.D.
- 2015: The Following jako Andrew Sharp
- 2015: State of Affairs jako Eric Markey
- 2015: Rosewood jako agent Giordano
- 2015: Detektyw jako detektyw Elvis Ilinca
- 2017: Uprowadzona jako Scott
- 2017–2018: Seal Team jako główny operator jednostek specjalnych Adam Seaver
- 2018–2023: Mayans M.C. jako Obispo „Bishop” Losa
- 2018–2023: Barry jako Cristobal Sifuentes
- 2020: The Expanse jako Admiral Delgado